# Alexander Iwanowitsch Kasnatschejew
Alexander Iwanowitsch Kasnatschejew (russisch Александр Иванович Казначеев; * 7. November 1788; † 20. Juni 1880 in Moskau) leitete seit Juni 1823 die Kanzlei des Fürsten Michail Semjonowitsch Woronzow in Odessa und war ab 1828 Stadtkommandant von Feodossija.

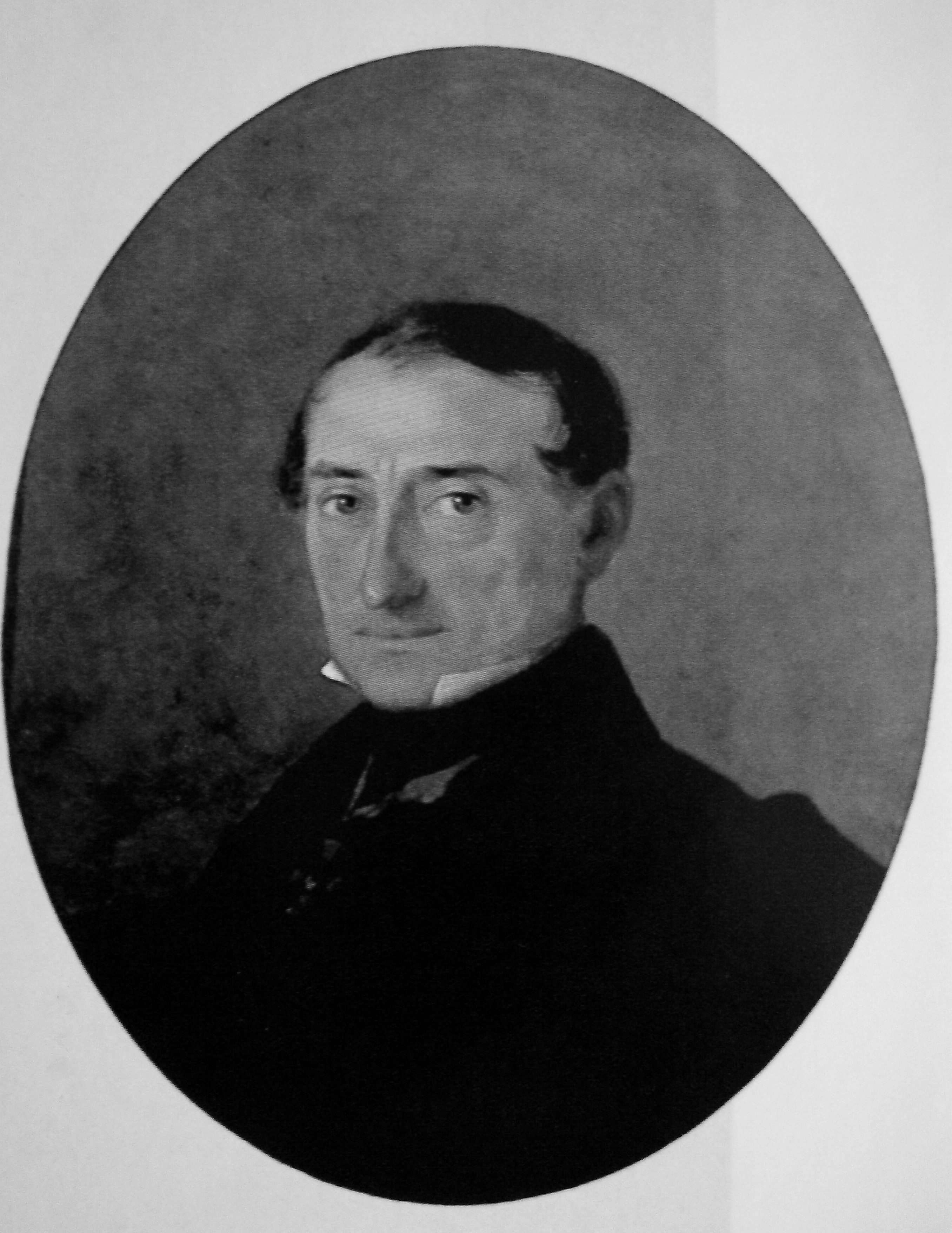

Kasnatschejew war mit einer geborenen Fürstin Wolkonskaja verheiratet, zu deren literarischen Abenden mitunter auch Alexander Sergejewitsch Puschkin (aus Höflichkeit) erschien, als er in Odessa lebte. Für letzteren war Kasnatschejew eine Art väterlicher Freund und Beschützer, der zwischen dem Poeten und dessen Vorgesetzten stets zu vermitteln suchte.
Auch in der Biografie des Marinemalers Iwan Konstantinowitsch Aiwasowski (1817–1900) spielt Kasnatschejew eine wesentliche Rolle. Kasnatschejew entdeckte den Künstler in Feodossia, nahm ihn zu sich nach Simferopol, als er Gouverneur der Provinz Taurien wurde und schickte ihn nach dem Abitur zum Studium an die Akademie der Künste nach St. Petersburg. Puschkin äußerte sich stets mit großer Hochachtung über Kasnatschejew, und mit Aiwasowskij verband ihn eine lebenslange Freundschaft. Er starb in hohem Alter in Moskau.